# Massimo Nannucci
Massimo Nannucci (* 1946 in Florenz) ist ein italienischer Installationskünstler. 
Massimo Nannucci gründete 1998 zusammen mit Antonio Catelani, Carlo Guaita, Paolo Masi, Maurizio Nannucci und Paolo Parisi die Künstlerinitiative Base / Progetti per l'arte in Florenz. Er ist der jüngere Bruder von Maurizio Nannucci.

## Ausstellungen (Auswahl)
- 1978 From Nature to Art, from Art to Nature, Biennale von Venedig, Venedig
- 1986 12. Quadriennale di Roma, Rom
- 1987 documenta 8, Kassel[1]
- 1992 Les mystères de l’auberge espagnole Villa Arson, Nizza
- 2003 Zona People 1974–1985 Non profit art space, Firenze, Musée d’art moderne et contemporain, Genf[2]